# 젓가락형제
콰이즈슝디(筷子兄弟), 또는 젓가락형제는 베이징을 기반으로 결성된 중국의 2인조 그룹이다.
2010년 '올드보이'(老男孩)라는 비디오를 통해 중국 내에서 잘 알려지게 되었다. 小苹果(샤오핑궈)라는 히트곡으로 잘 알려져 있으며, 젓가락형제는 이 곡으로 2014년 아메리칸 뮤직 어워드에서 국제부분(International Song Award)을 수상했다. 이들은 음악 활동뿐만 아니라, 영화 제작도 활발히 하고 있다.

## 경력
젓가락형제는 연출자 및 감독인 샤오양과 음악가인 왕타이리가 모여 결성되었다. 2007년에 중국의 MOP(猫扑网)라는 온라인 사이트를 통해 유명해지게 되었다.

## 영화
- 2007년 : <男艺妓回忆录>
- 2008년 : <你在哪里>
- 2010년 : <올드보이(老男孩)>
- 2011년 : <赢家>
- 2011년 : <与时尚同居>
- 2012년 : <父亲>
- 2012년 : <大家爱起来>
- 2013년 : <摩登年代>
- 2014년 : <老男孩之猛龙过江>
- 2015년 : <天將雄獅>